# إل جي جي3
إل جي جي3 (بالإنجليزية: LG G3) هو هاتف ذكي من إل جي أليكترونيكس يعمل بنظام أندرويد، تم طرحه في الأسواق في 28 مايو 2014.

## الخصائص
- نظام التشغيل: أندرويد
- الكاميرا الأمامية: 2.1 ميجابكسل
- الكاميرا الخلفية: 13 ميجابكسل
- الشاشة: 2560×1440
- الوزن: 149 غ (5.3 أونصة)
- المعالج: 2.5 جيجا هرتز رباعي النواة
- الذاكرة جيجابايت : 2 لمساحة التخزين 16+ الذاكرة جيجابايت : 3 لمساحة التخزين 32
- التخزين: 16 جيجابايت + 32 جيجابايت